# Bergkelders Villa Alpha

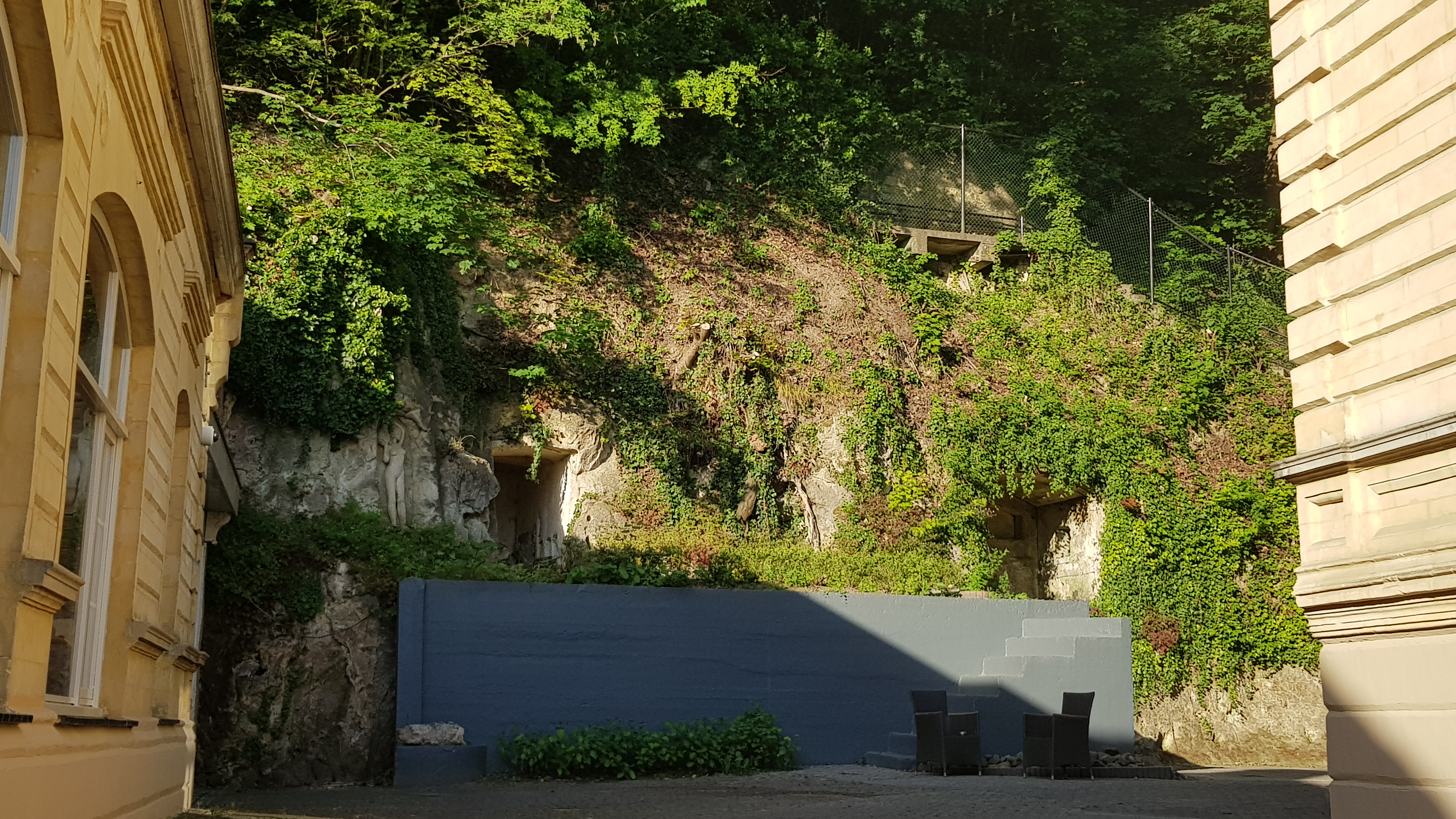
Bergkelders Villa Alpha

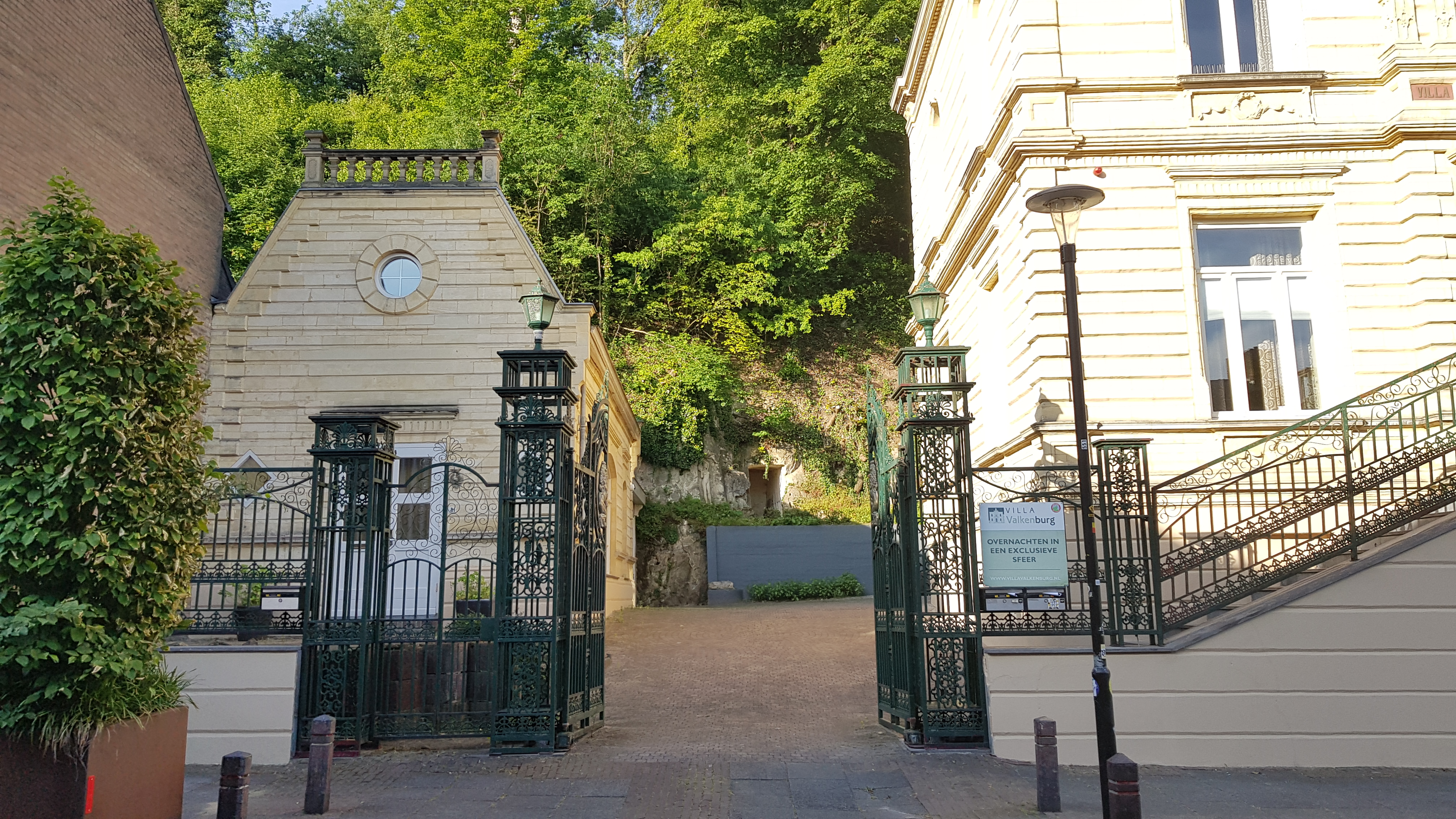
De locatie van de Bergkelders Villa Alpha in de rotswand achter de villa

De Bergkelders Villa Alpha zijn twee Limburgse mergelgroeves in de Nederlandse gemeente Valkenburg aan de Geul in Zuid-Limburg. De ondergrondse groeves liggen op de noordelijke rand van het Plateau van Margraten in de overgang naar het Geuldal aan de westkant van Valkenburg in Plenkert. Ter plaatse duikt het plateau een aantal meter steil naar beneden. De groeves liggen direct achter Villa Alpha aan de Plenkertstraat.
Op ongeveer 20 meter ten noordwesten ligt de ingang van de Alphagroeve, op ongeveer 75 meter naar het noordwesten ligt de Grafkelder Loisel bij de voormalige Hervormde kerk en ten zuidwesten ligt de Gemeentegrot.

## Geschiedenis
De groeves werden door blokbrekers ontgonnen voor de winning van kalksteenblokken, of werden aangelegd om te dienen als opslagplaats, maar de periode waarin dat gebeurde is niet bekend.

## Groeve
De twee groeves zijn van het type bergkelder en hebben een oppervlakte van ongeveer 22 vierkante meter en een ganglengte van bijna vier meter.